# Jean Nouvel
Jean Nouvel (Fumel, Lot-et-Garonne, 12. kolovoza 1945.) francuski je arhitekt svjetskog glasa.

## Životopis
Jean Nouvel je diplomirao 1972. na pariškoj Nacionalnoj akademiji likovnih umjetnosti (École nationale supérieure des beaux-arts). Svoj je prvi arhitektonski ured osnovao još kao student. Bio je jedan od osnivača pokreta Mars 1976 i radničkog udruženja arhitekata Syndicat de l'Architecture. 
Za Nouvelov proboj na međunarodnu arhitehtonsku scenu ključna je izgradnja Instituta za arapsku kulturu (Institut du monde arabe) u Parizu, koji je projektirao u suradnji s uredom Architecture Studio (izgradnja okončana 1987.).
Godine 1994. utemeljio je studio „Ateliers Jean Nouvel“ koji je danas jedan od najvećih arhitektonskih ureda u Francuskoj (2006. je imao 140 zaposlenika) i potpisuje brojne projekte diljem Europe, ali i na drugim kontinentima. Sjedište studija je u Parizu, a podružnice u Londonu, Kopenhagenu, Minneapolisu, Rimu, Madridu i Barceloni.
Dizajnirao je i namještaj za talijansku tvrtku Matteo Grassi koja se bavi predmetima od kožne, te uredsku opremu, namještaj i salon za zračne luke.
Nouvel ima dva odrasla sina iz prvog braka i kćer iz drugog braka sa švedskom arhitekticom, Mia Hägg (* 1970.).

### Nagrade i priznanja
- 1987.: Grand Prix National d'Architecture
- 1987.: Prix de l’Équerre d'argent za Institut du Monde Arabe
- 1989.: Aga Khan Award for Architecture
- 1998.: Zlatna medalja Francuske akademije za arhitekturu
- 2000.: Zlatni lav Venecijanskog bijenala
- 2001.: Kraljevska zlatna medalja Kraljevskog instituta britanskih arhitekata (RIBA)
- 2001.: Praemium Imperiale
- 2002.: Vitez Legije časti
- 2005.: Nagrada zaklade Wolf Foundation
- 2006.: Nagrada International Highrise Award za Toranj Agbar u Barceloni
- 2008.: Pritzkerova nagrada

## Djela
Pored Instituta za arapsku kulturu u Parizu (1981. – 87.) Nouvel je autor brojnih drugih znamenitih građevina kao što su: Opera u Lyonu, Zaklada Cartier u Parizu, trgovački centar Euralille u Lilleu, Galeries Lafayette u Berlinu, Kulturni i kongresni centar u Luzernu i monolit koji je plutao tijekom švicarskog sajma Expo.02 na jezeru Murten. Njegovi nedavno realizirani projekti su 142 metara visok toranj Agbar u Barceloni, proširenje Muzeja Reina Sofia u Madridu i One New Change u Londonu, te (još nerealizirani) Muzej Guggenheim u Tokiju i Rio de Janeiru.
Poznat je kao svestran dizajner koji u završnoj obradi slobodno koristi boje i materijale. Njegov stil dizajnerskog crtanja je jedinstven, a adaptacija zgrade uvijek teži uklapanju u okoliš. Prema njegovim riječima:

### Odabrani projekti
- Institut du monde arabe u Parizu, Francuska (1981. – 1987.)
- Rekonstrukcija Opere u Lyonu, Francuska (1986. – 1994.)
- Robna kuća Galeries Lafayette u Berlinu, Njemačka (1991. – 1995.)
- Zaklada Cartier u Parizu, Francuska (1994.)
- Zgrada Dentsu u Tokiju, Japan (1998.)
- Kongresni i kulturni centar u Luzernu, Švicarska (1999.)
- Sanacija Gasometra A u Beču, Austrija (1999. – 2002.)
- Fasada zgrade KölnTurm u Kölnu, Njemačka (2001.)
- Nadogradnja Muzeja Reina Sofía u Madridu, Španjolska (2001.)
- Toranj Agbar u Barceloni, Španjolska (2001. – 2003.)
- Koncertna dvorana u Kopenhagenu, Danska (2003. – 2008.)
- Kazalište Guthrie u Minneapolisu, SAD (2006.)
- Musée du quai Branly u Parizu, Francuska (2006.)
- Muzej Louvre Abu Dhabi, Ujedinjeni Arapski Emirati (u izgradnji)
- One New Change, London, UK (2010.)

- Galeries Lafayette u Berlinu (1991.-95.)
- Kongresni i kulturni centar u Luzernu (1999.)
- Gasometer A u Beču, Austrija (1999. – 2002.)
- Muzej Reina Sofía u Madridu (2001.)
- Monolit na jezeru Murten (2002.)

## Vanjske poveznice
- Ateliers Jean Nouvel (fr.) (engl.)
- Jean Nouvel Design (fr.) (engl.) (šp.)
- Stranica o Nouvelu na Archinformu